# All Elite Wrestling
All Elite Wrestling (AEW) е американска кеч федерация, създадена през 2019 г. в Джаксънвил, Флорида. Тя е собственост на Шахид Хан и неговия син Тони Хан, като последният е президент и главен изпълнителен директор. От създаването си AEW е една от най-големите кеч федерации в света, на второ място след WWE.
От 2 октомври 2019 г. AEW има двучасово седмично телевизионно предаване, излъчващо се на живо по TBS в Съединените американски щати. Шоуто първоначално се излъчва по дъщерния канал на TBS, TNT от октомври 2019 г. до декември 2021 г. Компанията излъчва също така още едно седмично телевизионно шоу по TNT, AEW Rampage от 13 август 2021 г., както и AEW Collision, двучасова шоу чиято премиера е на 17 юни 2023 г. Компанията също има през три месеца специално шоу по TNT, озаглавено AEW Battle of the Belts. Продуцира също така редица PPV и телевизионни специални епизоди през цялата година.

## История

### Основите (2017 – 2019)
През май 2017 г. журналистът по професионален кеч Дейв Мелцер прави коментар в Twitter, че американската федерация Ring of Honor (ROH) не може да продаде 10 000 билета за шоу. На коментара отговарят професионалните кечисти Коуди Роудс и Йънг Бъкс (оборът на Мат Джаксън и Ник Джаксън), които са подписани от ROH и добри приятели, както в, така и извън кеча като част от групата Bullet Club (а по-късно и The Elite). Те популяризират и провеждат независимо кеч шоу, наречено All In през септември 2018 г., на което участват кечисти от ROH, както и от други федерации. Шоуто се разпродава за 30 минути и има най-голямата аудитория, присъстваща на кеч шоу в Америка, проведено и организирано от промоутъри, които не са свързани с WWE или World Championship Wrestling (WCW) от 1993 г. На него присъстват 11 263 души. Събитието е аплодирано и води до много онлайн спекулации, че Коуди и Йънг Бъкс ще разширят амбициите си и ще създадат собствена кеч федерация или ще направят второ All In шоу. Хората от телевизионната индустрия също са много впечатлени от шоуто.
На 5 ноември 2018 г. в Джаксънвил, Флорида са регистрирани няколко търговски марки, които сочат старта на All Elite Wrestling. Имената, подадени като запазена марка, включват: All Elite Wrestling, AEW All Out, All Out, AEW, Double or Nothing, Tuesday Night Dynamite, AEW Double or Nothing, както и няколко лога. През декември 2018 г. Коуди, Йънг Бъкс и още няколко кечисти напускат ROH. Официалното съобщение за създаването на AEW идва в полунощ по Тихоокеанско време на 1 януари 2019 г. в епизод на „Being the Elite“, уеб сериал по YouTube, създаден и включващ Елитът. Също е обявено в епизода и Double or Nothing, встъпителното кеч шоу на AEW и продължение на All In. На 2 януари 2019 г. Коуди и Йънг Бъкс официално подписват с федерацията като кечисти, както и като заместник-вицепрезиденти на AEW, а предприемачът, футболният деятел и дългогодишен кеч фен Тони Хан е обявен за президент на компанията. Съобщава се, че Тони и баща му Шахид финансират AEW. Хан са милиардери и част от тяхната група на собственост са Джаксънвил Джагуарс и ФК Фулъм.
Съпругата на Коуди, Бранди Роудс е обявена за главен директор на марката на компанията на 3 януари 2019 г. На 8 януари 2019 г. компанията провежда встъпителната си пресконференция в TIAA Bank FieldTIAA, където обявява таланти, които ще бъдат част от промоцията, включително бивши кечисти на ROH, отборът на SoCal Uncensored (Кристофър Даниелс, Скорпио Скай и Франки Казариан), Адам Пейдж; независимите Брит Бейкър, Джоуи Дженела и бившите кечисти от WWE Пак и Крис Джерико. Те също обявяват работни взаимоотношения с китайската федерация Oriental Wrestling Entertainment (OWE). На 7 февруари 2019 г. групата провежда пресконференция, на която са пуснати билетите за Double or Nothing. Други големи съобщения са присъединяването на Кени Омега като кечист и четвърти вицепрезидент на компанията, както и подписите на Lucha Brothers (Пентагон и Рей Феникс), Best Friends (Трент Барета и Чък Тейлър) и партньорство с мексиканска промоция Lucha Libre AAA Worldwide (AAA).

### Дебют по TNT (2019 – 2020)
На 8 май 2019 г. AEW постига нова сделка за медийни права с британската медийна компания ITV plc, за да излъчва предавания на AEW по ITV4, започвайки с Double or Nothing на 25 май 2019 г. На 15 май 2019 г. AEW и WarnerMedia обявяват сделка за седмично шоу в праймтайма, излъчващо се на живо по TNT, започващо на 2 октомври 2019 г. – мрежата, която преди излъчва WCW Monday Nitro по време на Monday Night Wars (Войни в понеделник вечер) (1995 – 2001). Освен това събитията na AEW ще бъдат достъпни на pay-per-view в ефира на B / R Live в САЩ и Канада и по FITE TV в международен план. CBS Sports описва AEW като „първата компания с голяма финансова подкрепа, която от самото си начало ще се конкурира с WWE на основно ниво от близо две десетилетия“.
На 25 май 2019 г. AEW провежда първото си pay-per-view (PPV) събитие, Double or Nothing (2019). То се провежда в MGM Grand Garden Arena, а на него е дебюта на Джон Моксли. Събитието печели положителни отзиви от критиците, включително Canoe.com, CBS Sports, ESPN, Pro Wrestling Torch, Pro Wrestling Dot Net и WrestleView, като последните три мача са с най-много похвали. Дейв Мелцер пише, че „след само едно шоу“, AEW вече е „най-горещата сила, освен WWE в кеч бизнеса в САЩ от повече от 20 години“.
Също така по време на Double or Nothing, кеч ветеранът Брет Харт разкрива пояса на Световната титла на AEW. През лятото AEW продуцира още две шоута, Fyter Fest през юни и Fight for the Fallen през юли.
На 31 август 2019 г. AEW продуцира второто си pay-per-view – All Out. На събитието е представен поясът на Световната титла при жените на AEW и в главният мач Крис Джерико побеждава Адам Пейдж, за да стане първият световен шампион на AEW. На 19 септември уебсайтът на TNT обявява името на седмичното шоу на AEW като AEW Dynamite, едночасово предварително шоу също е насрочено за 1 октомври от 20:00 часа. На 2 октомври Dynamite дебютира по TNT, който има средно 1,409 милиона зрители, което го прави най-големият телевизионен дебют на TNT за последните пет години. Също на 2 октомври, NXT на WWE прави своя двучасов дебют по USA Network (предишните два епизода са с първи час по телевизията и втори час по WWE Network) средно с 891 000 зрители. Dynamite изпреварва NXT по гледаемост и удвоява конкуренцията в ключовата демографска група за възрастни 18-49, отбелязвайки 878 000 зрители в сравнение с 414 000 на NXT. Това също ще отбележи началото на „Войните в сряда вечер“. Преди и след епизодите, нетелевизионни мачове са заснети за излъчване по AEW Dark през следващите вторници (освен преди pay-per-view, където епизодите се излъчват петък) в канала на AEW в YouTube. На 9 ноември AEW продуцира третото си pay-per-view, Full Gear. В главният мач Джон Моксли побеждава Кени Омега в несанкциониран мач.
На 15 януари 2020 г. WarnerMedia и AEW обявяват удължаване на договора за $175 милиона за Dynamite по TNT до 2023 г. и че AEW ще стартира предстоящо второ телевизионно седмично шоу, по-късно разкрито като AEW Rampage. На 19 февруари AEW постига нова сделка за медийни права с германската медийна компания Sky Deutschland (която преди това излъчва WWE и Impact Wrestling) за излъчване на AEW pay-per-view на Sky Select Event.
AEW има тренировъчно съоръжение, известно като Nightmare Factory, което е собственост на AEW кечиста/треньор Кю Ти Маршал, който е и главен треньор.

### Влияние на пандемията от COVID-19 (2020 – 2021)
Тъй като през март 2020 г. са отменени и отложени всички спортни събития, AEW започва да се влияе от настъпването на пандемията COVID-19 в САЩ. След спирането на сезон 2019/20 в НБА, след като двама играчи дават положителен тест за вируса, епизодът на Динамит от 18 март се провежда без зрители от Daily's Place в Джаксънвил, Флорида. Double or Nothing (2020) трябва да се проведе на 23 май, но на 8 април MGM Grand Garden Arena обявява, че са отменили всички събития до 31 май поради пандемията. Към този момент щата Невада е в извънредно положение от 12 март, забранявайки всички публични събирания за неопределено време. В отговор AEW обявяват, че Double or Nothing ще се проведе както е планирано, но в Daily's Place, както и от стадиона на TIAA Bank Field за главният мач.
На 13 април губернаторът на Флорида Рон ДеСантис счита, че AEW, подобно на WWE, е важен бизнес от решаващо значение за икономиката на щата и добавя изключение към заповедта за оставане у дома в щата за служители на „професионалните спортове и медийната продукция“, която е за обществеността и има национална публика. В интервю за подкаста AEW Unrestricted, Тони Хан заявява, че пандемията е лишила AEW от милиони долари приходи от събития на живо.
На 3 август 2020 г. Jazwares пуска първата линия екшън фигурки и играчки AEW.
AEW обявява връщането на феновете в зала на 20 август 2020 г., следвайки указанията на Центъра за контрол и превенция на заболяванията, включително носене на маски, физическо дистанциране и измерване на температурата. Започвайки с епизод на Динамит от 27 август, те позволяват до 10% от капацитета на Daily's Place и до 15% капацитет, започвайки от All Out (2020).
На 10 ноември 2020 г. компанията обявява AEW Games, марката за видеоигри. AEW разкрива, че се разработват три игри – AEW Casino: Double or Nothing и AEW Elite GM за мобилни устройства и AEW Fight Forever, разработена от бившия разработчик на WWE 2K Yuke's.
За Double or Nothing през май 2021 г. е разрешен пълен капацитет, което е първият път с пълен капацитет от март 2020 г. насам.

### Завръщане на път (2021 – 2022)
През май 2021 г. AEW обявяват, че ще се завърнат към турнета на живо, започвайки със специален епизод на Динамит, озаглавен AEW Road Rager на 7 юли в Маями, Флорида, като на свой ред стават първата голяма кеч компания, която възобновява турнето на живо по време на COVID-19 пандемията. Road Rager е и първият от специални епизоди на Динамит, наречени турнето „Welcome Back“, което продължава с Fyter Fest от две части на 14 и 21 юли съответно в Седър Парк и Гарланд, Тексас, а след това завършва с Fight for the Fallen на 28 юли в Шарлот, Северна Каролина. През юни AEW обявява, че епизодът на Динамит от 22 септември ще бъде друг специален епизод, озаглавен AEW Grand Slam и ще бъде дебютът на AEW в Ню Йорк, град, известен предимно като силна територия на WWE, както и първото им пълно събитие, проведено на стадион. Шоуто става и най-посещаваното на AEW с над 20 000 зрители.
На 27 август 2021 г. е разкрито, че AEW Dark ще започне да се записва на собствена зала в Universal Studios Florida в Орландо на Soundstage 21.
На 2 март в епизода на Dynamite, Тони Хан обявява, че е закупил Ring of Honor от Sinclair Broadcast Group, включително нейните активи на марката, интелектуална собственост и видео библиотека. Изяснено е чрез прессъобщение тази нощ, че придобиването е направено чрез юридическо лице, отделно от AEW и изцяло притежавано от Хан. В "медийна схватка" след Revolution (2022) на 6 март, Хан разкрива, че планира да управлява ROH отделно от AEW и също така посочва, че ROH може да се използва като място за развитие на младите кечисти на AEW. На 4 май продажбата на ROH е официално завършена. По-късно през 2022 г. AEW популяризира първите си шоута извън САЩ, когато провежда на живо Dynamite на 12 октомври в Торонто, Онтарио, Канада, последвано от запис на Rampage на следващата вечер на същото място.

### Дебют на Colision и шоу на Уембли (2022 –)
След турнира All Out (2022), тогава действащият световен шампион на AEW Си Ем Пънк използва пресконференцията, за да сипе обиди срещу множество кечисти на AEW, включително Колт Кабана, Адам Пейдж, Кени Омега и Мат и Ник Джаксън - Йънг Бъкс. След като участието на Пънк приключва, по-късно се оказва, че Пънк и неговият приятел Ейс Стийл са имали кавга с Омега, Бъкс и Кристофър Даниелс, след като Бъкс и Омега нахлуват в съблекалнята на първия. Впоследствие всички участници са отстранени, на Омега и Бъкс са отнети Световните трио титли на AEW, а на Пънк е отнета Световната титла на AEW. Договорът на Стийл е прекратен от AEW месец по-късно, Бъкс и Омега се завръщат на Full Gear (2022), а Пънк следващия юни, след като претърпява и операция след контузия от мача си с Джон Моксли.
На 1 февруари 2023 г. AEW обявява, че ще разширят своя график за шоута на живо и ще започнат да правят хаус шоута със своя поредица, озаглавена AEW: Хаус правила. Първото се провежда на 18 март в Hobart Arena в Трой, Охайо. Преди това, AEW са правили само едно хаус шоу, озаглавено The House Always Wins, което се състои в Daily's Place в Джаксънвил на 9 април 2021 г. На 5 април 2023 г. AEW обявява, че ще възроди турнира All In (име, върху което Тони Хан придобива правата след закупуването на ROH) за дебюта на AEW в Обединеното кралство, който ще се проведе на лондонския стадион Уембли на 27 август 2023 г.
На 17 май 2023 г. AEW обявява трето седмично телевизионно шоу, озаглавено AEW Collision, като първият му епизод включва завръщането на Пънк в компанията и Лучазоръс, който печели Титлата на TNT от Уордлоу. Шоуто се излъчва на живо, с някои изключения и е премиерно по TNT в събота, 17 юни 2023 г.
През юни 2023 г. AEW пуска видеоиграта AEW Fight Forever след години на разработка. Играта получава смесени отзиви, като е похвалена за нейния стил на аркадна игра, но критикувана за ограничено представяне, режими и персонализиране.
През август 2023 г. AEW провежда All In на стадион Уембли, което получава одобрението на критиците; с брой посетители от 72 265 души, това се превръща в едно от най-посещаваните шоута в историята на кеча. Помни се и с това, че е последното AEW шоу на Пънк, тъй като той е уволнен от Хан и Дисциплинарната комисия на AEW, след легитимно задкулисно сдърпване с Джак Пери. По-късно Пери също е отстранен за неопределено време.

## Телевизионно излъчване
AEW пуска поредица от видеоклипове „Road to...“ и „Countdown to...“ в своя официален YouTube канал преди шоуто Динамит и pay-per-view. Видеоклиповете се състоят от интервюта, видео пакети и задкулисни сегменти. Поредицата се използва за рекламиране на вече насрочени мачове, както и за създаване на нови съперничества и вражди.
През ноември 2019 г. AEW обявява AEW Bash at the Beach, деветдневна поредица от шоута, включваща два епизода на Динамит, включително един на борда на Rock 'N' Wrestling Rager at Sea на Крис Джерико.
На 19 май 2021 г. AEW съобщава, че Динамит ще се премести по TBS през януари 2022 г. Освен това, също че ще стартира второ седмично телевизионно шоу, наречено AEW Rampage, което ще се излъчва в петък от 22:00 часа по TNT от 13 август. 
Като част от сделката за преместването на Dynamite по TBS, AEW се съглася да продуцира през три месеца специално шоу по TNT, които ще се излъчва в събота от 20:00 часа. Поредицата е озаглавена AEW Battle of the Belts, като първото специално излъчване е на 8 януари 2022 г. Започвайки с четвъртото специално издание на 7 октомври 2022 г., Battle of the Belts е преместен в петък вечер, излъчвайки се веднага след Rampage в 23:00 часа за да избегне потенциална конкуренция, особено срещу турнирите на WWE.
На 22 февруари 2023 г. в епизод на Dynamite, Тони Хан и Адам Коул обявяват ново шоу, което започва на 29 март, наречено AEW: All Access. „All Access (Пълен достъп)“ е мини-сериал от шест епизода, излъчвани от 29 март до 10 май 2023 г. Това е телевизионно риалити шоу за живота на кечисти и включва кадри зад кулисите. Програмата се излъчва веднага след Dynamite в 22:00 часа по TBS. Въпреки че Хан заявява, че шоуто се представя добре и е прието положително, няма потвърждение за втори сезон.
С добавянето на AEW Collision към седмичната гама на AEW, което започва да се излъчва по TNT на 17 юни 2023 г., AEW прекратява своите седмични онлайн шоута Dark и Dark: Elevation.

### Шоута
Телевизионни шоута
| Име                     | Излъчване от         | Телевизия | Забележка                                 |
| ----------------------- | -------------------- | --------- | ----------------------------------------- |
| AEW Dynamite            | 2 октомври 2019 г. – | TBS       | Главно шоу (на живо)                      |
| AEW Rampage             | 13 август 2021 г. –  | TNT       | Второстепенно шоу (на запис)              |
| AEW Collision           | 17 юни 2023 г. –     | TNT       | Второстепенно шоу (на живо)               |
| AEW Battle of the Belts | 8 януари 2022 г. –   | TNT       | Периодично специално шоу (на живо)        |
| AEW All Access          | 29 март 2023 г. –    | TBS       | Риалити шоу, включващо кадри зад кулисите |

Онлайн
| Име                     | Излъчване от          | Мрежа   | Забележка                                                                                     |
| ----------------------- | --------------------- | ------- | --------------------------------------------------------------------------------------------- |
| HEY! (EW)               | 13 март 2022 г. –     | YouTube | Включва интервюта с кечисти на AEW, водещ е Ар Джей Сити.                                     |
| AEW Stories             | 25 юли 2023 г. –      | YouTube | Включва историите на отделни кечисти на AEW чрез интервюта и достъп зад кулисите.             |
| AEW Unrestricted        | 24 февруари 2020 г. – | YouTube | Включва интервюта с кечисти на AEW. Водещи на подкаста са Тони Шавони и Обри Едуардс.         |
| AEW Timelines           | 1 август 2023 г. –    | YouTube | Подчертава най-великите моменти, мачове и кечисти в историята на AEW.                         |
| AEW: Johnny Loves Taya! | 14 февруари 2024 г. – | YouTube | Риалити шоу с участието на кечистите от AEW и съпрузи от реалния живот Джони ТВ & Тая Валкъри |

Бивши
| Име                 | Излъчване от                          | Мрежа   | Забележка                                                                                            |
| ------------------- | ------------------------------------- | ------- | --- |
| AEW Dark            | 8 октомври 2019 г. – 25 април 2023 г. | YouTube | Включва мачове записани в Universal Studios Florida.                                                 |
| AEW Dark: Elevation | 15 март 2021 г. – 24 април 2023 г.    | YouTube | Включва мачове неизлъчени по телевизията от Dynamite записани с кечисти на AEW и неподписани такива. |

### Платени шоута
AEW pay-per-view шоута са достъпни чрез B/R Live в Съединените щати и Канада и чрез FITE TV в международен план. Освен това, AEW PPV са достъпни и чрез традиционните PPV доставчици в Съединените щати и Канада и се излъчват от всички основни сателитни доставчици.

### Международни телевизионни сделки
На 8 май 2019 г. AEW постига сделка за медийни права с британската медийна компания ITV plc за излъчване по ITV4 с платените шоута, излъчвани по ITV Box Office, започвайки с Double or Nothing на 25 май 2019 г. Въпреки това, след като ITV Box Office прекратява дейността си през януари 2020 г., ITV вече не излъчва AEW pay-per-view в Обединеното кралство.
На 19 февруари 2020 г. AEW постига сделка с германската медийна компания Sky Deutschland (собственост на Comcast, партньор за излъчване на WWE в Съединените щати, който преди това излъчва шоута на WWE и Impact Wrestling) за излъчване на AEW pay-per-view по Sky Select Event.
През лятото на 2020 г. всички AEW програми (с изключение на AEW Collision) са излъчени в Италия от Sky Italia чрез нейните спортни канали.
На 22 януари 2021 г. TNT Africa обявява, че каналът ще започне да излъчва Динамит в петък вечер в Субсахарска Африка. Премиерата на шоуто е на 5 февруари 2021 г. През февруари AEW обявява най-новото си шоу AEW Dark: Elevation, което започва да се излъчва на 15 март. Шоуто се излъчва в понеделник на техния YouTube канал като допълнение към AEW Dark.
На 2 август 2021 г. е обявена сделка с Discovery Inc. за излъчване на Динамит и Rampage по Eurosport от 15 август 2021 г. в Индия. На 10 февруари 2022 г. Warner TV обявява, че ще излъчва Динамит и Rampage в Полша. На 8 април 2022 г. като част от работните отношения между AEW и NJPW, Динамит и Rampage ще се излъчват в Япония по видео платформата NJPW World. На 5 май 2022 г. AEW постига сделка за излъчване в Испания от 17 юни 2022 г. и по-късно на живо от 19 юни 2022 г.
AEW се излъчва в Латинска Америка по Space от края на 2020 г. до края на 2022 г. Шоута се излъчват в Испанска Америка по Vix от юли 2023 г. и в Бразилия чрез AEW Plus.
През януари 2023 г. AEW продава своите права за излъчване на услугата за видео стрийминг DAZN в 42 територии в Европа и Централна Азия.

## Партньорства
AEW има споразумения за партньорство с няколко компании по целия свят. В началото на 2019 г. AEW сключва две партньорски сделки с мексиканските промоции Lucha Libre AAA Worldwide (AAA) и китайската Oriental Wrestling Entertainment (OWE). Тони Хан нарича концепцията за участието на кечисти от други компании в AEW като преминаващи през "забранената врата". През декември 2020 г. AEW започва партньорство с Impact Wrestling, като световния шампион на AEW Кени Омега се появява в тяхното шоу Impact!. По-късно Омега прави своя дебют на ринга за Impact на Hard to Kill и побеждава Рич Суон, за да спечели световната титла на Impact на турнира Rebellion, което го прави първият човек, който държи едновременно титлите в Impact и AEW. През октомври 2021 г. работните отношения между AEW и Impact Wrestling приключват след Bound for Glory на Impact.
На 3 февруари 2021 г., на специалното шоу Beach Break, AEW започва партньорство с New Japan Pro-Wrestling (NJPW). След главния мач, Кента прави своя AEW дебют и удря Джон Моксли със своя завършващ удар. Повече от година по-късно в изданието на Динамит от 20 април 2022 г. е обявено, че AEW и NJPW са постигнали споразумение за съвместна продукция на платен турнир, озаглавен AEW x NJPW: Forbidden Door, планиран да се проведе в Юнайтед Център в Чикаго, Илинойс на 26 юни. Шоуто има всепризнат успех и е последвано от второ Forbidden Door на 25 юни 2023 г., проведено в Scotiabank Arena в Торонто.
На 20 март 2022 г., на турнира Judgement на DDT Pro-Wrestling, е обявено, че AEW е създала работни отношения с DDT и Tokyo Joshi Pro-Wrestling, като кечисти от двете шоута ще се появяват в програмите на AEW.
На 13 октомври 2023 г. AEW обявява работни отношения с мексиканската Consejo Mundial de Lucha Libre (CMLL).

## Договори
AEW подписва по-голямата част от своите кечисти с ексклузивни договори, което означава, че може да се появяват само в програми и шоута на AEW, въпреки че има партньорства с New Japan Pro-Wrestling (NJPW), DDT Pro-Wrestling (DDT), Tokyo Joshi Pro Wrestling (TJPW), Pro Wrestling Noah, World Wonder Ring Stardom, Lucha Libre AAA Worldwide (AAA) и Consejo Mundial de Lucha Libre (CMLL) други кечисти от тези промоции също могат да се появяват периодично на шоута на AEW.

## Шампионски титли и други достижения
Към март 11, 2025.

### Действащи шампиони
| Титла                            | Настоящ шампион                                        | Поредна | Дата на спечелване  | Шоу               | Предишен шампион        |
| -------------------------------- | ------------------------------------------------------ | ------- | ------------------- | ----------------- | ----------------------- |
| Световна титла на AEW            | Самоа Джо                                              | 1-ва    | 30 декември 2023 г. | Worlds End        | Максуел Джейкъб Фридман |
| Световна титла при жените на AEW | Тони Сторм                                             | 3-та    | 18 ноември 2023     | Full Gear         | Хикару Шида             |
| Международна титла на AEW        | Родерик Стронг                                         | 1-ва    | 3 март 2024         | Revolution        | Ориндж Касиди           |
| Континентална титла на AEW       | Казучка Окада                                          | 1-ва    | 20 март 2024        | AEW Dynamite      | Еди Кингстън            |
| Титла на TNT                     | Адам Копланд                                           | 2-ра    | 20 март 2024        | AEW Dynamite      | Крисчън Кейдж           |
| Титла на TBS                     | Мерседес Моне                                          | 1-ва    | 26 май 2024         | Double or Nothing | Уилоу Найтингейл        |
| Световни отборни титли на AEW    | Вакантни                                               | –       | –                   | –                 | –                       |
| Световни трио титли на AEW       | Били Гън и The Acclaimed (Антъни Боуенс и Макс Кастър) | 1-ва    | 27 август 2023      | All In            | House of Black          |
| Титла FTW                        | Хук                                                    | 2-ра    | 27 август 2023      | All In            | Джак Пери               |

### Други постижения
| Събитие                     | Победител   | Дата на спечелване | Шоу                      | Предишен победител |
| --------------------------- | ----------- | ------------------ | ------------------------ | ------------------ |
| Мъжка Казино кралска битка  | Джънгъл Бой | 30 май 2021        | Double or Nothing (2021) | Адам Пейдж         |
| Женска Казино кралска битка | Руби Сохо   | 5 септември 2021   | All Out (2021)           | Найла Роуз         |